# 舊海軍天文台
舊海軍天文台（Old Naval Observatory）是美國首都華盛頓哥倫比亞特區西北區的一座建築。1844年至1893年期間，這座建築是美國海軍天文台的所在地。1965年，舊海軍天文台被列入國家歷史名勝。

## 外部連結
- 美国历史建筑调查（HABS） No. DC-341, "Old Naval Observatory, Twenty-Third & E Streets Northwest, Washington, District of Columbia, DC", 2 photos, 2 data pages, 1 photo caption page